# Jacques Daems
Pour les articles homonymes, voir Daems.
Jacques Daems, né le 12 octobre 1877 à Anvers et y décédé le 12 août 1953 fut un syndicaliste et homme politique belge socialiste.
Daems fut tailleur de diamants et secrétaire du Syndicat des Ouvriers Diamantaires (1911-13 et 1920).
Il fut élu sénateur de l'arrondissement de Malines-Turnhout (1921-29).

## Sources
- Bio sur ODIS